# Знаменовское
Знаменовское (укр. Знаменівське) — село,
Илларионовский поселковый совет,
Синельниковский район,
Днепропетровская область,
Украина.
Код КОАТУУ — 1224855301. Население по переписи 2001 года составляло 94 человека.

## Географическое положение
Село Знаменовское находится на расстоянии в 1,5 км от села Лозоватка.
Рядом проходит автомобильная дорога М-18 (E 105).